# Propeller
Propeller foi um agregador de notícias operado pela AOL/Netscape. Era parecido com o Digg; os usuários podiam votar quais as história que deveriam ser incluídas na página inicial e poderiam comentar sobre elas também. A partir de 1 de outubro de 2010, o Propeller foi descontinuado.
O principal criador do site foi Brian Alvey e o seu principal desenhador foi Alex Rudloff. Foi mantido pelo pelo CEO do Weblogs, Inc., Jason Calacanis, até este sair da AOL em novembro de 2006. O atual diretor é Tom Drapeau. A cota de marcado da Netscape vinha a diminuir há mais de um ano na altura da troca.
O Propeller foi hospedado no domínio Netscape.com de junho de 2006 a setembro de 2007, quando foi substituído pelo portal genérico AOL/Netscape.
A versão anterior do Propeller havia sido liberado com reações mistas. Alguns usuários gostaram de ter mais mais capacidade de participação, enquanto outros acharam as páginas mais difíceis de navegar e menos estruturadas. Pouco tempo após o lançamento do novo site, uma história intitulada "Netscape's Blunder" foi a história mais votada.